# Ковальчук, Максим Сергеевич
Максим Сергеевич Ковальчук (бел. Максім Сяргеевіч Кавальчук; род. 5 марта 2000, Брест) — белорусский футболист, полузащитник.

## Карьера

### «Динамо-Брест»

#### Аренда в «Энергетик-БГУ»
Воспитанник футбольной академии брестского «Динамо». В 2017 году футболист стал выступать за дублирующий состав брестского клуба. Также футболист периодически подтягивался к тренировкам с основной командой клуба. В начале 2019 года футболист вместе с основной командой отправился на предсезонные сборы, однако всё равно продолжал выступать за дублирующий состав клуба. В августе 2019 года футболист на правах арендного соглашения присоединился к минскому «Энергетику-БГУ», соглашение с которым было рассчитано до конца сезона. Дебютировал за клуб футболист 11 августа 2019 года в матче против борисовского БАТЭ, выйдя на замену на 31 минуте. Однако закрепиться в основной команде клуба футболист а так и не получилось, на протяжении сезона выступая преимущественно за дублирующий состав. По итогу сезона футболист вместе с клубом завершил чемпионат на итоговом двенадцатом месте. В декабре 2019 года, по окончании срока арендного соглашения, футболист покинул клуб.
В 2020 году футболист, вернувшись в брестское «Динамо», продолжил выступать за дублирующий состав, однако также стал подтягиваться и к матчам с основной командой. Дебютировал за клуб футболист 30 августа 2020 года в матче Кубка Беларуси против житковичского клуба «Мелиоратор», выйдя на замену на 76 минуте. В дальнейшем футболист продолжал выступать за дублирующий состав, оставаясь игроком скамейки запасных в основной команде. В феврале 2021 года футболист на правах арендного соглашения вновь присоединился к минскому «Энергетику-БГУ», соглашение с которым было рассчитано до конца сезона. Первый и единственный матч за клуб в сезоне футболист сыграл 17 октября 2021 года против брестского «Динамо», выйдя на замену на 75 минуте. По итогу сезона футболист вместе с клубом завершил чемпионат на итоговом двенадцатом месте. По окончании срока арендного соглашения футболист покинул столичный клуб.

#### Сезон 2022
В начале 2022 года футболист приступил к подготовке к новому сезону с основной командой брестского клуба. Новый сезон футболист начал с поражения в четвертьфинальных матчах Кубка Беларуси, где по сумме встреч уступили «Витебску». Первый матч в сезоне футболист сыграл 17 апреля 2022 года в матче против «Энергетика-БГУ», выйдя на замену на 79 минуте. Футболист сразу же стал получать игровую практику в основной команде, однако с июня 2022 года стал оставаться на скамейке запасных. По итогу сезона футболист вместе с клубом завершил чемпионат на итоговом тринадцатом месте в турнирной таблице. На протяжении сезона футболист так и оставался игроком скамейки запасных, результативными действиями не отличившись. По окончании сезона футболист покинул брестский клуб.

### «Нива» Долбизно
В марте 2023 года футболист на правах свободного агента присоединился к долбизновской «Ниве», подписав контракт до коцна сезона. Дебютировал за клуб футболист 1 апреля 2023 года в матче против гомельского «Бумпрома», выйдя на поле в стартовом составе. Дебютным забитым голом за клуб футболист отличился 7 мая 2023 года в матче против могилёвского «Днепра». В ноябре 2023 года футболист приостановил действующий контракт с клубом из-за призыва на срочную военную службу. На протяжении сезона футболист выступал за клуб в роли одного из основных игроков, отличившись забитым голом и голевой передачей. В мае 2024 года футболист вновь смог присоединиться к клубу, пока проходил службу в вооружённых силах. Однако за сезон футболист несколько раз появился на скамейке запасных, так и не выйдя на поле. По итогу сезона футболист вместе с клубом стал бронзовым призёром чемпионата. По окончании сезона футболист официально покинул клуб.

## Семья
- Отец Сергей Ковальчук (род. 1973) — советский и белорусский футболист, футбольный тренер и функционер.